# El Bagre
El Bagre ist eine Gemeinde (municipio) im Departamento Antioquia in Kolumbien. Der Name ist vom dort vorkommenden Tiger-Spatelwels (el bagre) abgeleitet.

## Geographie
El Bagre liegt in Antioquia, in der Subregion Bajo Cauca, auf einer Höhe von 50 m ü. NN und hat eine Fläche von 1563 km². El Bagre liegt an der Mündung des Río Tigüí in den Río Nechí, einen Nebenfluss des Río Cauca. Die Gemeinde grenzt im Norden an Nechí, im Süden an Zaragoza und Segovia, im Osten an den Gebirgszug Serranía de San Lucas und an die Gemeinde Montecristo im Departamento de Bolívar und im Westen an Caucasia und Zaragoza. El Bagre liegt etwa 170 km südöstlich von Montería und 200 km westlich von Cúcuta. Nach Medellín im Südwesten sind es 326 km und die Hauptstadt Bogotá liegt 350 km südlich.

## Bevölkerung
Die Gemeinde El Bagre hat 55.525 Einwohner, von denen 36.941 im städtischen Teil (cabecera municipal) der Gemeinde leben (Stand: 2022).

## Geschichte
Die Geschichte von El Bagre ist eng verbunden mit der Geschichte von Zaragoza und mit dem Goldabbau seit der Zeit der spanischen Eroberung. Gegründet wurde El Bagre 1653 von Fernando Alcántara. 1980 wurde es zur Gemeinde erhoben.

## Wirtschaft
Die Wirtschaft basiert auf dem Abbau von Gold. El Bagre ist der größte Goldproduzent Antioquias. Außerdem gibt es Viehzucht, Holzanbau und die Gewinnung von Naturkautschuk. El Bagre verfügt über einen Flughafen, den Aeropuerto Medardo Abad Castañeda Céspedes (IATA-Code: EBG). Die Nachbargemeinden können über Straßen oder Flüsse erreicht werden.